# Тенар, Луи Жак
Луи Жак Тенар (фр. Louis Jacques Thénard; 4 мая 1777, Ла-Лутьер-Тенар — 21 июня 1857, Париж) — французский химик.
Являлся преподавателем Коллеж де Франс, Политехнической школы и парижского Факультета наук, был депутатом, а затем пэром Франции, вице-президент Королевского совета народного образования, ректор Университета Франции. Член Парижской академии наук (1810), её президент в 1823 году. Иностранный член Лондонского королевского общества (1824), иностранный почётный член Петербургской Академии наук (1826)

## Биография

### Детство и образование
Луи Жак Тенар родился в деревне под названием Ла-Лутьер в тринадцати километрах от города Санс региона Шампань. Он был четвёртым ребёнком 39-летнего Этьена Амабля Тенара, пахаря и налогового прокурора, и 35-летней Анны Сесиль Савура. Его младший брат Антуан стал дорожным инженером. Семья Тенар родом из Гранж-ле-Бокаж, прапрадед химика был судьёй и королевским прокурором. Его мать почувствовала склонность Луи Жака к наукам и, когда Луи было десять лет, отправила его в пансион в Вильнёв-л'Аршевек к приходскому священнику, отцу Маге. Три года спустя, Маге отправляет Луи в колледж Санса. Его учителями стали профессор физики Алексис-Луи Билли, с которым они поддерживали контакт и в дальнейшем, профессор риторики для будущих журналистов Жан-Бартелеми Сальг и профессор третьего и четвёртого года отец Бардан. В шестнадцать лет Тенар покидает колледж, закрытый из-за Французской революции, а в следующем, 1794 году, он уезжает в Париж, чтобы стать фармацевтом.

### Университетская карьера
Прибыв в Париж, Тенар присоединяется к лаборатории Николаса Луи Воклена, по рекомендации сестры последнего. Его назначают помощником лаборанта по химии в Политехнической школе 1 нивоза (четвёртый месяц года по республиканскому календарю, длится с 21-23 декабря по 19-21 января) седьмого (1798) года у Антуана Франсуа де Фуркруа, а затем в 1801 году он становится учителем. Он работает с Бернаром Куртуа, который позже обнаружит йод. В жерминаль (седьмой месяц республиканского календаря, длится с 21-22 марта по 18-19 апреля) двенадцатого года(1804), в возрасте 27 лет, он назначается профессором химии в Коллеж де Франс на место, освободившееся после отставки Воклена, и по предложению последнего. Также он оставил место учителя в Политехнической школе и был заменён Гей-Люссаком. 14 апреля 1809 года, в возрасте 31 года Луи становится первым постоянным сотрудником кафедры химии на Факультете наук в Париже. С 1815 по 1818 года у него лаборантами работали Пьер Луи Дюлонг и Жан-Николя Ганналь, а после них — Клод-Франсуа Баррель. В 1810 году Луи получает звание профессора практической химии в Политехнической школе и в 1815 году, в возрасте 38 лет, заменяет Гитона-де-Морвео в качестве преподавателя химии, с чем успешно справляется. В 1821 году его избирают деканом Факультета наук в Париже; он оставляет эту должность в 1849 году, чтобы стать вице-президентом Королевского совета общественного образования. В ноябре 1836 года он оставляет Политехническую школу, а также Факультет наук в 1841 по состоянию здоровья.
В качестве лаборанта у него также работал Адольф Ноэль де Вержер, а его учеником был Игнацы Домейко.

### Научный вклад
Луи Жак Тенар — автор многочисленных работ в области химии и химической технологии. В 1799 году он изобрёл по заказу министра Шапталя для Севрской фарфоровой мануфактуры "Тенарову синь" (кобальтовая синь), используемую для окраски. С 1808 года он работал в Политехнической школе совместно с Гей-Люссаком: они исследовали получение калия и натрия восстановлением их гидроокисей железом при нагревании. Также в этот год они получили бор (нечистый) действием на борный ангидрид (1808) калия, а в 1809 обнаружили действие света на реакцию хлора с водородом. В 1811 году он выделил кремний. Он открыл существование перекиси водорода, предложил метод анализа органических веществ и создал классификацию металлов в 1818 году. В 1813 году он опубликовал свой знаменитый "Трактат о химии" (Traité de chimie).
В минералогии он описал несколько пород, в том числе и антимонит как название прото-сульфата сурьмы.
Его ассистент Жан Шансель в 1805 году создал первые спички.

### Карьера
В 1810 году избран членом  Академии наук.
В 1814 году становится членом Консультативного комитета мануфактур.
В 1815 году Тенара посвящают в кавалеры Почётного легиона, в 1828 году он становится офицером, в 1837 - командиром, а в 1843 - высшим офицером. В 1825, по указу короля Карла Х его награждают титулом потомственного барона за нахождение способа спасти от влаги фреску художника Гроса на куполе Пантеона. Избранный депутатом от Йонна в 1827 году, он проголосовал за адрес 221-го, и был переизбран, после роспуска палаты депутатов, в конце 1830 году. Он победил на выборах 1831 года и был назначен Луи-Филиппом пэром Франции 11 октября 1832 года.
Тенар назначен в Королевский совет общественного образования в конце 1830 года, а затем, в 1840 году, стал на десять лет ректором  Университета Франции.
Он был президентом Комитета доверия к национальной промышленности до смерти Жана-Антуана Шапталя(которому он приходился родственником) с 1832 года до 1841, уступив это место химику Жану-Батисту Дюма. Он отметил его постоянную поддержку развития инновационных предприятий, в таких областях как химия или железные дороги, а также создание Центральной школы ремёсел и мануфактур.

### Личная жизнь
В 1814 году он женился на Виктории Умблот, младшей дочери Никола Конте, а также участвовал в производственной деятельности семьи его жены, в том числе и в производстве карандашей. Кроме изобретения кобальтовой сини, он также разрабатывает метод получения свинцовых белил в 1803 году.
В 1830 году он покупает старинное поместье с замком в Шомо, выставленное на торги в 1818 году наследниками принца Саксонского; его семья будет жить там ещё в течение ста лет. Он переместил две башни разрушенного замка для того, чтобы соединить два амбара вместе.
Шестого октября 1819 года в Париже родился его сын Поль Тенар, который впоследствии станет агрономом и будет участвовать в разработке способа уничтожении филлоксеры.
26 июля 1864 года вдова барона Тенара покупает замок Мадлен в департаменте Эр. Он будет принадлежать её семье вплоть до 1915 года.
В конце Второй Мировой Войны, по просьбе его внучки, был основан фонд "Наследие Тенара". Доходы от сдачи собственности в аренду предназначены для помощи детям-сиротам и для защиты лесов, прилегающих к Шомо.

## Память
С 1858 года улица в пятом округе Парижа названа в его честь.
Его имя выгравировано на Эйфелевой башне.
Хотя это и не совсем дань уважения, но он вдохновил Виктора Гюго создать персонажа по имени Тенардье в своём романе "Отверженные".  Виктор Гюго выступал за сокращение рабочего дня для детей с 16 часов до 10, в то время как Тенар был против.
В 1861 году в городе Санс установили статую барона Тенара в виде университетского профессора на площади Драппе. Её демонтировали в 1942 году, чтобы расплавить, а основание, надолго забытое, простояло на площади Тарбе, увенчанное небольшой чашей.
В его честь минеролог Касасека назвал один из минералов сульфата натрия тенардитом.
Изображён на французской почтовой марке 1957 года.